# دخيل في الغبار (رواية)
دخيل في الغبار (بالإنجليزية: Intruder in the Dust) هي رواية للكاتب الأمريكي ويليام فوكنر الحائز على جائزة نوبل في الاداب سنة 1949، وجائزة بوليتزر سنة 1955 وسنة 1963. نُشرت في عام 1948. ترجمها للغة العربية أسامة منزلجي سنة 2015 عن دار المدى للإعلام والثقافة والفنون. يتميز أسلوب الكاتب بالتركيز على أزمة الجنوب الأمريكي، ويُظهر انتقاداته لمظاهر الحياة الحديثة وينتقد الانحلال الأخلاقي الناتج عن الضغوط التجارية والجشع، ويُظهر مخاوفه بشأن العزلة والانهيار في نسيج المجتمع. 

## نبذة
تدور أحداث الرواية حول لوكاس بوشامب، وهو مزارع أسود اتُهم بقتل رجل أبيض. ثم جرت تبرئته من خلال جهود مراهقين سود وبيض وامرأة عزباء من عائلة جنوبية أصيلة. وجاءت هذه الرواية كرد فعل من قبل فوكنر بصفته كاتبًا جنوبيًا تجاه المشاكل العرقية التي تواجه الجنوب.
يبرز في رواية دخيل في الغبار الأسلوب السردي سيل الوعي (أو تداعي الذاكرة سيل الوعي). مثلما تتضمن الرواية أيضًا مقاطعًا طويلة حول الذاكرة الجنوبية عن الحرب الأهلية، والتي اقتبس شيلبي فوت أحدها خلال وثائقي كين بيرنز «الحرب الأهلية».
ظهرت شخصيات لوكاس بوشامب وزوجته –مولي- لأول مرة في مجموعة فوكنر من القصص الخيالية القصيرة، غو داون موزيس (اهبط يا موسى). وقد نُشرت قصة فوكنر «لوكاس بوشامب» عام 1999.

## المواضيع
تتناول القضايا العرقية والعلاقات بين البيض والسود في الجنوب الأمريكي، وتسلط الضوء على مسؤولية البيض عن تاريخهم مع العبودية والتمييز العنصري. وتُظهر كيف يمكن للأحداث التاريخية والصراعات الاجتماعية أن تشكل حياة الأفراد والمجتمعات.
من خلال شخصية لوكاس بوشامب، يُظهر فولكنر تعقيدات الشخصية السوداء في الجنوب الأمريكي، وكيف يمكن للأفراد أن يجدوا أنفسهم في مواقف صعبة بسبب الظلم الاجتماعي والعنصرية. الرواية تُسلط الضوء على أهمية التضامن بين الأعراق المختلفة في مواجهة الظلم.

## الشخصيات
الشخصية الرئيسية هي تشارلز (تشيك) ماليسون البالغ من العمر 16 عامًا، الذي يتلقى الرعاية من لوكاس بوشامب الأسود بعد حادثة. تتطور بينهما علاقة خاصة تدفع تشارلز إلى اتخاذ قرار غير تقليدي لكشف الحقيقة عندما يُتهم لوكاس بقتل رجل أبيض.
يتم دعم تشارلز من قبل صديقه أليك ساندر، وسيدة مسنة تدعى ميس هابيرشام، وعمه المحامي جون ستيفنز، الذي يتعاون بحذر مع الشريف هامبتون. من خلال تحقيقاتهم، يمنعون محاولة إعدام لوكاس على يد عائلة القتيل، التي تحظى بدعم معظم السكان.

## التحليل
أشارت إيودورا ويلتي في مراجعتها المعاصرة للرواية إلى فكاهتها. وفي تحليل معاصر لعمل فوكنر في عام 1949، أشار دايتون كولر إلى السمة المحددة لرواية دخيل في الغبار وهي تضخيم الأمل بإحياء الضمير الأمريكي الجنوبي، مع احترام مكانة الأميركيين السود في المجتمع الأمريكي الجنوبي. وعلق جون إ. باسيت أن هذه الرواية تمثل «محاولة جادة لاستكشاف العنصرية الجنوبية المعاصرة من خلال شخصيتي غافين وتشيك». وناقش جين إي غراهام الأساليب الخطابية المتناقضة لغافين وتشيك على طول الرواية. وتعمقت تيسين ماري ساسوبري بدراسة الرواية في سياق القضايا الاجتماعية المتعلقة بالإعدام دون محاكمة في الجنوب الأمريكي، والقانون الفيدرالي الأمريكي الحديث آنذاك فيما يتعلق بالأميركيين السود.
ووضح د. هاتشينسون الأدوات الأدبية الموحدة للرواية. ونظر بيتر ج. رابينوويتز على وجه التحديد إلى معالجة فوكنر لشكل القصة البوليسية، في سياق هذا النوع من «الرواية الاستكشافية»، في رواية دخيل في الغبار.

## التأثير
حُوِّلت رواية دخيل في الغبار إلى فيلم يحمل نفس الاسم، أخرجه كلارنس براون عام 1949، بعد أن دفعت إم جي إم (مترو غولدين ماير) مبلغ 50 ألف دولار لفوكنر مقابل حقوق الفيلم. وجرى تصوير الفيلم في مسقط رأس فوكنر أكسفورد، مسيسيبي.